# Alexander Becker
Alexander K. Becker (1818 - 1901) foi um botânico e entomólogo alemão .
Em 1871 realizou uma viagem de estudos ao longo do Volga, descrevendo a história natural de cada região. Coletou muitas espécies endêmicas da flora russa.